# Aglaophenia longicarpa
Aglaophenia longicarpa is een hydroïdpoliep uit de familie Aglaopheniidae. De poliep komt uit het geslacht Aglaophenia. Aglaophenia longicarpa werd in 1938 voor het eerst wetenschappelijk beschreven door Fraser. 